# 606017 Irimes
606017 Irimes este o planetă minoră (asteroid) din Outer Main Belt⁠(d). A fost descoperită pe 23 august 2015 la  de . 
Obiectul prezintă o orbită caracterizată de o semiaxă mare de 3,237428310137 UAi, o excentricitate de 0,16333893868304, o înclinație de 12,933271600461 ° în raport cu ecliptica.